# Proconura pseudonebulosa
Proconura pseudonebulosa är en stekelart som först beskrevs av Masi 1934.  Proconura pseudonebulosa ingår i släktet Proconura och familjen bredlårsteklar. Inga underarter finns listade i Catalogue of Life.